# Апостольский нунций в Сан-Томе и Принсипи
Апостольский нунций в Демократической Республике Сан-Томе и Принсипи — дипломатический представитель Святого Престола в Сан-Томе и Принсипи. Данный дипломатический пост занимает церковно-дипломатический представитель Ватикана в ранге посла. Апостольская нунциатура в Сан-Томе и Принсипи была учреждена на постоянной основе 21 декабря 1984 года.
В настоящее время Апостольским нунцием в Сан-Томе и Принсипи является архиепископ Криспин Дубель, назначенный Папой Франциском 15 июля 2024 года.

## История
Апостольская нунциатура в Сан-Томе и Принсипи была учреждена 21 декабря 1984 года, бреве «Ex ipso quo fungimur» папы римского Иоанна Павла II. Однако апостольский нунций не имеет официальной резиденции в Сан-Томе и Принсипи, в его столице Сан-Томе и является апостольским нунцием по совместительству, эпизодически навещая страну. Резиденцией апостольского нунция в Сан-Томе и Принсипи является Луанда — столица Анголы.

## Апостольские нунции в Сан-Томе и Принсипи

### Апостольские нунции
- Фортунато Бальделли, титулярный архиепископ Беваньи — (4 мая 1985 — 20 апреля 1991 — назначен апостольским нунцием в Доминиканской Республике);
- Феликс дель Бланко Прието, титулярный архиепископ Ванниды — (31 мая 1991 — 4 мая 1996 — назначен апостольским нунцием в Камеруне);
- Альдо Кавалли, титулярный архиепископ Вибо Валенция — (2 июля 1996 — 28 июня 2001 — назначен апостольским нунцием в Чили);
- Джованни Анджело Беччу, титулярный архиепископ ди Роселле — (15 ноября 2001 — 23 июля 2009 — назначен апостольским нунцием на Кубе);
- Новатус Ругамбва, титулярный архиепископ Тагарии — (6 февраля 2010 — 5 марта 2015 — назначен апостольским нунцием в Гондурасе);
- Петар Ражич, титулярный архиепископ Кастелло — (15 июня 2015 — 15 июня 2019 — назначен апостольским нунцием в Литве);
- Джованни Гаспари, титулярный архиепископ Альбы Мариттимы — (21 сентября 2020 — 2 марта 2024 — назначен апостольским нунцием в Корее и Монголии);
- Криспин Дубель, титулярный архиепископ Ванниды — (1 июля 2024 — по настоящее время).